# Ntungamo
Ntungamo  este un oraș  în  Uganda. Este reședinta  districtului Ntungamo.